# Conopophaga aurita
Il mangiamoscerini dalle redini o moschiniere bandacastana (Conopophaga aurita (Gmelin, 1789)) è un uccello passeriforme della famiglia Conopophagidae.

## Etimologia
Il nome scientifico della specie, aurita, deriva dal latino e significa "dalle orecchie lunghe", in riferimento alla banda bianca postoculare.

## Descrizione

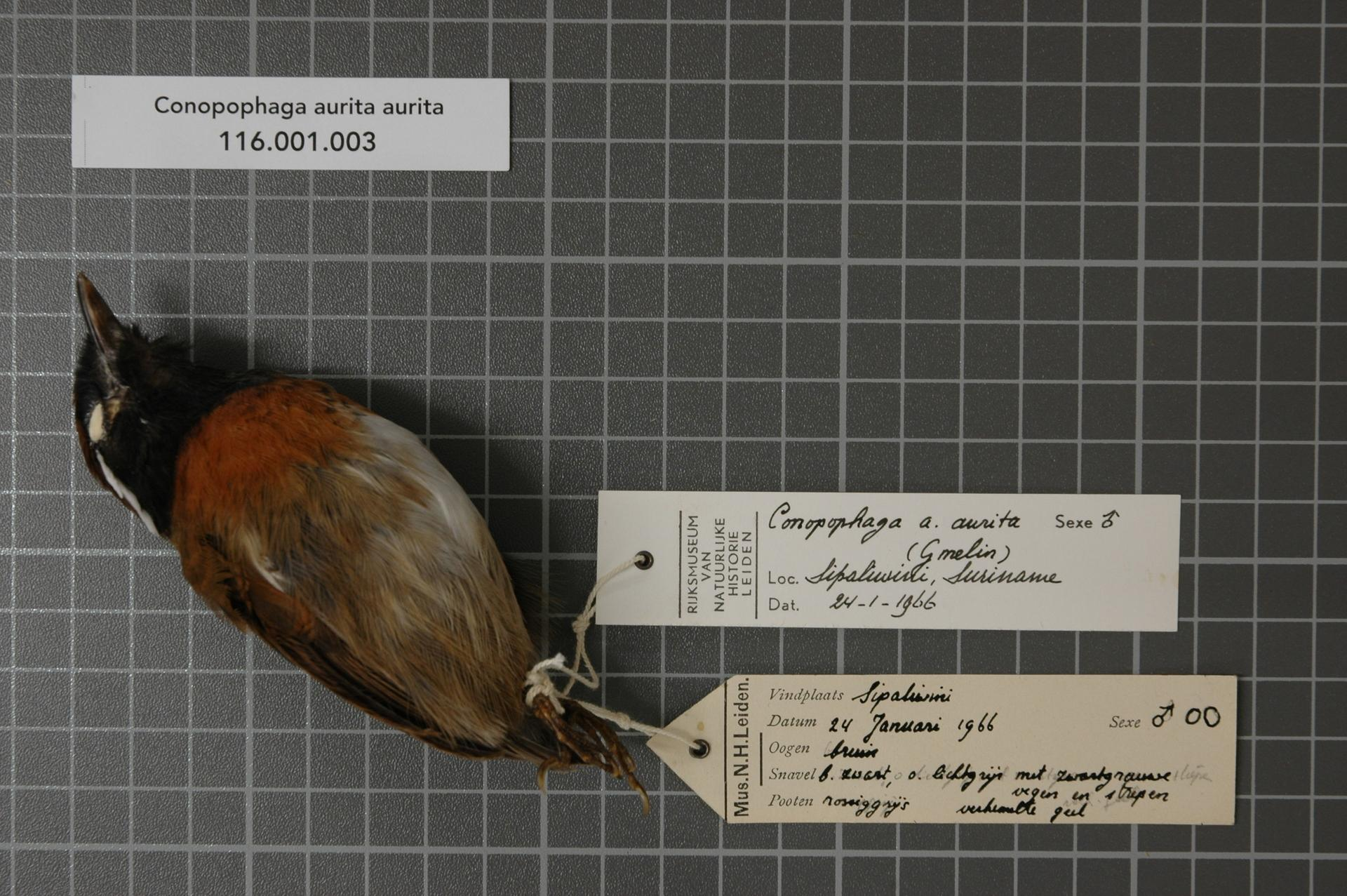
Visione laterale di maschio impagliato.

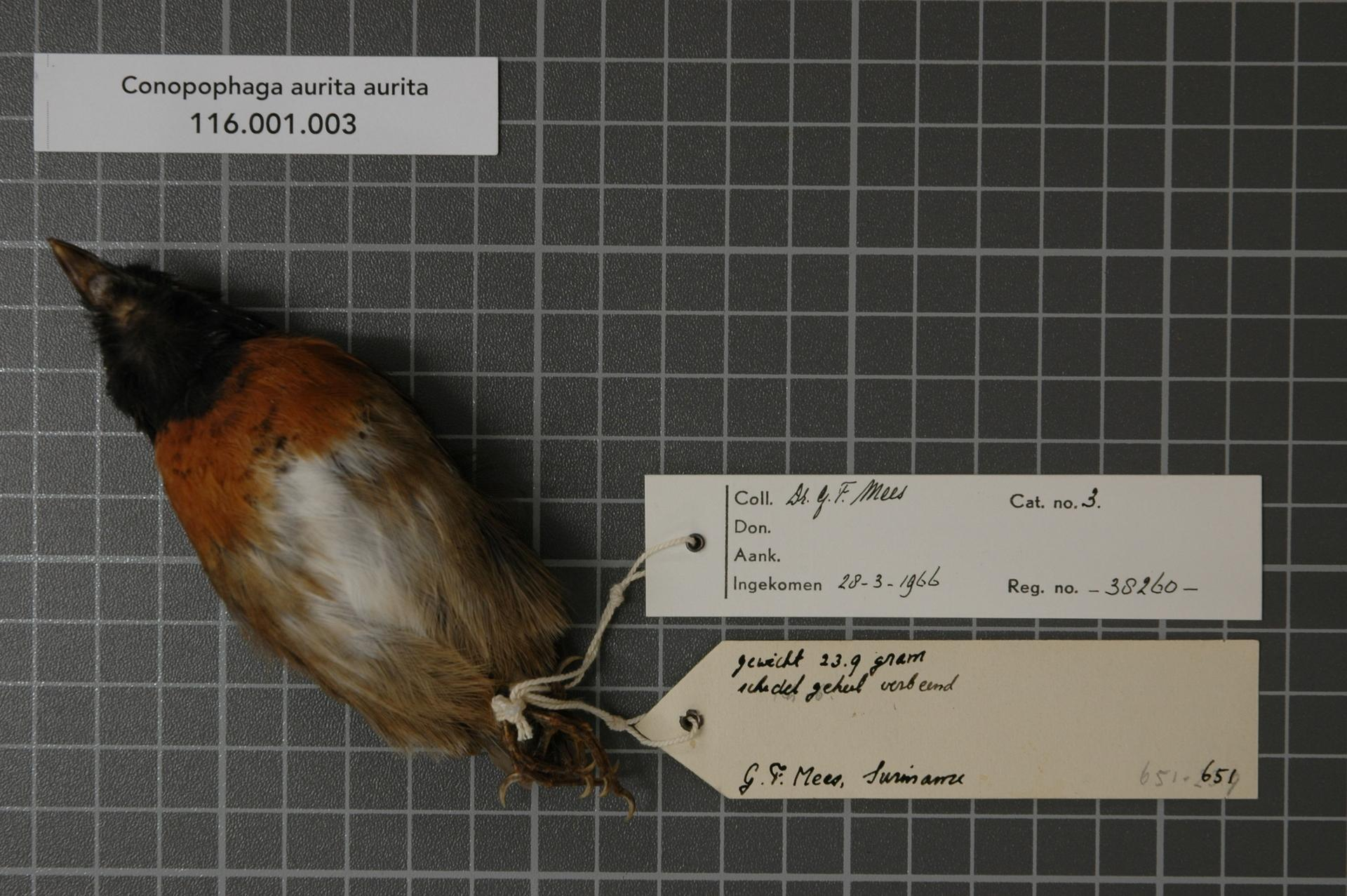
Visione ventrale di maschio impagliato.

### Dimensioni
Misura 10,5-13 cm di lunghezza, per 12-31 g di peso.

### Aspetto
Si tratta di uccelletti dall'aspetto massiccio e paffuto, muniti di grossa testa appiattita che sembra incassata direttamente nel torso, becco conico piuttosto corto e appuntito, ali corte e arrotondate, coda corta e squadrata e forti zampe allungate.
Il piumaggio è nero su fronte, sopracciglio, faccia, guance e mento, mentre vertice e nuca sono di colore bruno-ruggine, così come dello stesso colore (ma più brillante, tendente all'arancio) è il petto: dietro l'occhio parte una banda bianca che raggiunge il retro della testa, formando una sorta di caratteristica tonsura. Dorso, ali e coda sono di colore bruno, più scuro sulle ultime due parti, mentre ventre e sottocoda sono bianchi.

Il dimorfismo sessuale è ben evidente, con femmine quasi del tutto prive di arancio su fronte e petto e di nero facciale, tutti sostituiti dal bruno, più scuro dorsalmente e più chiaro ventralmente: sussiste inoltre una certa variabilità di colorazione fra le varie sottospecie, intesa come presenza o estensione del nero facciale e dell'arancio toracico o estensione e purezza del bianco ventrale.
In ambedue i sessi il becco è nero-bluastro, le zampe sono di colore nero-violaceo e gli occhi sono di colore bruno scuro.

## Biologia
Si tratta di uccelli dalle abitudini diurne, che vivono da soli o in coppie, passando la maggior parte della giornata appollaiati sul ramo basso di un cespuglio tenendo d'occhio i dintorni, pronti a balzare al suolo o a involarsi brevemente verso il fogliame all'eventuale apparire di potenziali prede.
Il richiamo di questi uccelli è rappresentato da squittii piuttosto aspri e acuti (3 kHz), ripetuti in serie di 30-40 a intervalli di un paio di secondi l'uno dall'altro.

### Alimentazione
Il moschiniere bandacastana è un uccelletto insettivoro, la cui dieta si compone di insetti ed altri piccoli invertebrati reperiti a vista al suolo o fra i rami, volando loro addosso dall'alto.

### Riproduzione
Si tratta di uccelli monogami, nei quali i due sessi collaborano nelle varie fasi della riproduzione: la durata della stagione riproduttiva è incerta, ma nel nord questi animali si riproducono in febbraio-marzo.
Il nido è a forma di coppa e piuttosto grossolano, e viene costruito fra i cespugli o i rami bassi degli alberi con rametti e epifite: al suo interno la femmina depone 2-3 uova, che cova alternandosi col maschio per una quindicina di giorni.

I pulli, ciechi ed implumi alla schiusa, s'involano a circa tre settimane dalla schiusa, imbeccati da entrambi i genitori, che continuano a nutrirli (sebbene sempre più sporadicamente) fino all'indipendenza, che avviene a una quarantina di giorni di vita.

## Distribuzione e habitat
Ll moschiniere bandacastana è diffuso in Sudamerica settentrionale, del quale popola un'ampia fetta dell'Amazzonia dall'Ecuador orientale alle sponde occidentali del Tocantins, a nord fino alla Guyana occidentale e a sud fino all'Ucayali.
L'habitat di questi uccelli è rappresentato dalla foresta pluviale di pianura, umida ma con suolo ben drenato.

## Tassonomia
Se ne riconoscono sei sottospecie:
- Conopophaga aurita inexpectata Zimmer, 1931 - diffusa nell'area di confine fra Colombia e Brasile, fino alle sponde occidentali del Rio Negro);
- Conopophaga aurita aurita (Gmelin, 1789) - la sottospecie nominale, diffusa nel massiccio della Guiana a sud fino al Rio delle Amazzoni dall'altezza di Manaus alla foce (Amapá);
- Conopophaga aurita occidentalis Chubb, 1918 - diffusa in Ecuador orientale e Perù nord-occidentale, fino al Rio Napo;
- Conopophaga aurita australis Todd, 1927 - diffusa a sud del Rio delle Amazzoni dal Perù nord-orientale (a sud fino all'Ucayali) fino al Rio Madeira;
- Conopophaga aurita snethlageae Berlepsch, 1912 - diffusa fra il basso Tapajós (sponde orientali del Teles Pires) al Pará centrale;
- Conopophaga aurita pallida Snethlage, 1914 - diffusa dal Pará alle sponde occidentali del Rio Tocantins;

Alcuni autori eleverebbero la sottospecie snethlageae al rango di specie a sé stante, in base a differenze morfologiche (becco più corto), di colorazione (nero facciale esteso anche al petto, bruno pettorale esteso anche a fianchi e ventre) e soprattutto a livello di vocalizzazioni: la sottospecie pallida diverrebbe una sottospecie dell'ipotetico taxon C. snethlageae, ma in realtà molti considerano questa popolazione nient'altro che l'estremo geografico di una variazione clinale in direttrice W-E, che rende difficoltoso distinguere anche la sottospecie snethlageae da australis. Le popolazioni della Rondônia occidentale (attualmente ascritte alla sottospecie australis), infatti, hanno ancora status tassonomico incerto.